# Pięć praw Ranganathana

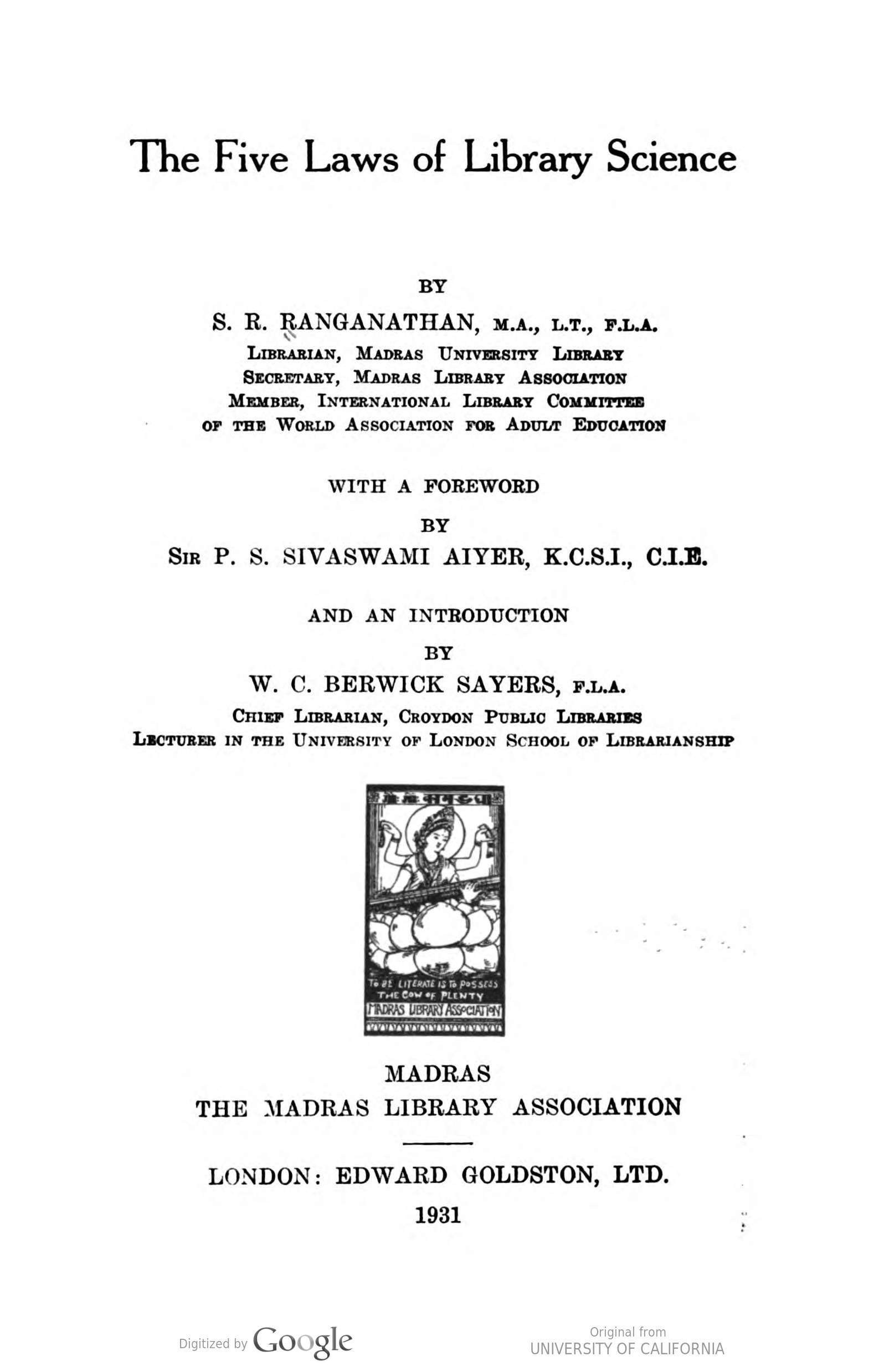
Strona tytułowa Five laws of library science z 1931 roku

Prawa Ranganathana – zalecenia dotyczące pracy bibliotekarza i funkcjonowania biblioteki jako instytucji.

## Historia
Po raz pierwszy Ranganathan zaprezentował swoje 5 praw podczas konferencji dla nauczycieli w Meenakshi College w Annamalai nagar. Shiyali Ramamrita Ranganathan w 1931 wydał książkę pod tytułem Five Laws of Library Science, w której podał 5 praw, według niego najważniejszych w zawodzie bibliotekarza. Są to:
1. Książki są po to, by z nich korzystać.  Oznacza to, że należy tak zlokalizować bibliotekę, wyposażyć i zorganizować aby biblioteka była atrakcyjna dla czytelnika.  zgodnie z myślą Rabindranatha Tagore „Biblioteka jest wielka nie przez swe rozmiary, lecz przez kulturę usług”[2].
2. Daj każdemu czytelnikowi odpowiednią dla niego książkę.
3. Każda książka ma swojego czytelnika. W tym celu biblioteka powinna zapewnić wolny dostęp do półek, zbierać informacje o zainteresowaniach mieszkańców w swoim rejonie, informować czytelników o zakupionych nowościach wydawniczych. Powinna być ośrodkiem życia umysłowego[2].
4. Oszczędzaj czas czytelnika. Biblioteka powinna mieć dobrze zorganizowaną służbę informacyjno-bibliograficzną aby czytelnik był sprawnie obsługiwany. Ważne jest również wykorzystanie nowoczesnych technologii.
5. Biblioteka jest żywym, rozwijającym się organizmem. Biblioteka powinna się rozwijać. Należy usuwać z niej stare, zbędne zbiory i dążyć do optymalnej pracy personelu zgodnie z najnowszymi trendami[2].

Pierwsze cztery prawa są ze sobą ściśle powiązane, bo dotyczą użytkowników i użyteczności zbiorów bibliotecznego czyli funkcji biblioteki. Piąte różni się od nich, dotyczy bowiem  cech dobrej biblioteki. Według A. Dasgupty, Ranganathan miał później opracować inną wersję praw, w której termin książka zastąpił terminem dokument. Na bazie 5 praw powstawały inne wersje, na przykład dotyczące stron WWW, linków, muzeów. 